# Vido Musso
Vito William Musso, detto Vido (Carini, 16 gennaio 1913 – Rancho Mirage, 9 gennaio 1982), è stato un sassofonista e clarinettista jazz di origine italiana, naturalizzato statunitense. Ispirato stilisticamente dal tenorsassofonista Coleman Hawkins, fu abile solista sia nella esecuzioni dei tempi lenti (ballad) che in quelle più swinganti.

## Biografia
Emigrato con la famiglia nel 1920 dalla Sicilia a Detroit, nella metropoli del Michigan comincia gli studi musicali di clarinetto, proseguiti poi a Los Angeles nel 1930.
Il suo debutto professionale fu nell'orchestra di Everett Hoagland nel 1933 e in quella di Rubie Wolff.
Dopo un fallito tentativo di costituire una propria formazione, nel 1936 entrò prima nell'orchestra di Gus Arnheim e poi in quella di Benny Goodman con cui rimase fino al 1937.
Successivamente lavorò nell'ensemble del batterista Gene Krupa (1938), nuovamente con Goodman nel 1939 e nel 1942 (fra le due date nel 1940-1941 fu ingaggiato dal trombettista Harry James), dal 1942 al 1943 nell'orchestra di Woody Herman, nel 1945 (dopo aver svolto il servizio militare) suonò nell'orchestra di Tommy Dorsey e nel 1946 entrò nella big band di Stan Kenton, quest'ultimo era stato in precedenza (1938) suo pianista in una delle proprie formazioni (effimere), con Kenton ebbe frequenti rapporti professionali (anche se intermittenti), da quando il pianista e caporchestra costituì sue big band, sia in ambito di esibizioni in pubblico sia in sala di incisione (notevole il suo assolo di sassofono nel brano Come Back to Sorrento).
In seguito svolse a Los Angeles l'attività di sideman di studio, riuscendo pure a pubblicare alcuni albums a suo nome, nel 1957 si trasferì a Las Vegas lavorando in orchestre locali.
Ritiratosi dalla scena musicale nel 1978 si stabilì in California, dove morì pochi anni dopo.

## Discografia
Album (come Leader)
- 1956 – The Swingin'st (Modern Records, LMP 1207)
- 1957 – Teen Age Dance Party (Crown Records, CLP 5029) a nome Vido Musso and His Orchestra
- 197? – One Night Stand with Vido Musso (Joyce Records, LP 1026) Raccolta, registrazioni del 1946 e 1947

Album split
Featuring: Vido Musso / Kai Winding / Eddie Safranski / Boots Mussulli / Stan Getz / Shorty Rogers / Shelly Manne
- 1956 – Loaded (Savoy Records, MG-12074)

Vido Musso, Maynard Ferguson, Eddie Safranski
- 197? – Three Kenton's Be Boppers Groups 1947-1950 (Unique Jazz, UJ 36) pubblicato in Italia

Singoli
- 1939 – Jig a Jive / I've Been a Fool (D&S Records, DS-162 / DS 163) a nome Vido Musso and His Orchestra
- 1946 – Moose on a Loose / Vido in a Jam (Savoy Records,  599) a nome Vido Musso All Stars
- 1946 – Big Deal / My Jo-Ann (Savoy Records, 622) a nome Charlie Ventura Quartette / Vido Musso Big Seven
- 1947 – On the Mercury / Vido's Bop (Trilon Records, 166) a nome Vido Musso and His Orchestra
- 1947 – Vido in a Mist / Gone with Vido (Trilon Records, 167) a nome Vido Musso and His Orchestra
- 1947 – The Unfinished Boogie / Trees (Trilon Records, 183) a nome Vido Musso and His Orchestra
- 1947 – The Day I Left Alsace-Lorraine / Checkerboard (Trilon Records, 184) a nome Vido Musso and His Orchestra
- 1948 – Sweet Georgia Bop / Sweet Georgia Brown (Modern Records, 20-611) a nome Wardell Gray & Vido Musso
- 1948 – Just You, Just Me, Just Bop / Just Bop (Modern Records, 20-622) Wardell Gray-Vido Musso
- 1950 – Pagliacci / Santa Lucia (Capitol Records, 7-1306) a nome Stan Kenton and His Orchestra Presenting Vido Musso
- 1953 – Lullaby / Roseland Boogie (Crown Records, 100) a nome Vido Musso and His Orchestra
- 1954 – Musso's Boogie / Sing Sing Sing (Crown Records, 110) a nome Vido Musso and His Orchestra
- 1954 –  Flat Top Boogie / Power House Boogie (Crown Records, 130) a nome Vido Musso and His Orchestra
- 1954 – Vido's Boogie / Blue Night (RPM Records, 387) a nome Vido' Musso Sextette
- 1954 – Vido's Drive / Frosty (RPM Records, 404) a nome Vido' Musso Sextette
- 1957 – Blues for Two / Speak Easy (RPM Records, 493)